# Мејпл Плејн (Минесота)
Мејпл Плејн (енгл. Maple Plain) град је у америчкој савезној држави Минесота.

## Демографија
По попису из 2010. године број становника је 1.768, што је 320 (-15,3%) становника мање него 2000. године.
| Група             | 2000.         | 2010.         |
| Белци             | 2.029 (97,2%) | 1.624 (91,9%) |
| Афроамериканци    | 10 (0,5%)     | 35 (2,0%)     |
| Азијати           | 13 (0,6%)     | 11 (0,6%)     |
| Хиспаноамериканци | 19 (0,9%)     | 84 (4,8%)     |
| Укупно            | 2.088         | 1.768         |